# Télévision tchécoslovaque
Československá televize - Česko-Slovenská televízia
La Télévision tchécoslovaque (ČST) a été créée le 1er mai 1953 en Tchécoslovaquie. Elle était connue sous trois noms : tchèque : Československá televize, slovaque : Československá televízia (jusqu'à 1990), et Česko-Slovenská televízia (depuis 1990).

## Histoire
ČST (tchèque : Československá televize) commence à émettre de façon expérimentale le 1er mai 1953 depuis les studios Barrandov. Ses émissions régulières débutent le 25 février 1954.
Comme tous les autres médias dans la Tchécoslovaquie communiste, la station a fait l'objet d'une lourde censure. Toutefois, dans le cadre du processus de libération sociale en 1968, ČST diffuse des émissions sur le Printemps de Prague. Cependant en 1969, il est devenu le cadre des efforts de normalisation.
En 1979, un studio basé dans le quartier de Kavčí a été ouvert qui deviendra le nouveau siège d'actualités de ČST.

### Lancement du deuxième canal
Le 10 mai 1970, la télévision tchécoslovaque a lancé un deuxième canal ČST2, ce qui entraînera un changement de nom pour le premier canal qui se nommera ČST1
.

### Commencement de transmissions en couleur
D'autres améliorations techniques ont été apportées le 9 mai 1973, lorsque les premières émissions régulières en couleur ont commencé sur ČST2, suivie en 1975 par la transmission en couleur sur ČST1.

### Division de la ČST
Le 4 septembre 1990, des changements de réseau ont été faits avec le premier programme rebaptisé (F1) pour le district fédéral, et le deuxième programme divisé en deux parties: ČTV en tchèque et STV en slovaque, la première division de ce type par le réseau. Un troisième canal pour le public tchèque, utilisé dans le passé par la radiodiffusion soviétique a été lancé le 14 mai 1990, appelé OK3. Un canal semblable à un public slovaque appelé TA3 a été créé le 6 juin 1991.

### Révolution de velours
Au cours de la Révolution de velours, la ČST se range très rapidement du côté des manifestants et leur a permis de diffuser des messages très importants.[réf. nécessaire]

## Disparition
La ČST a disparu avec la Tchécoslovaquie le 31 décembre 1992.
Autour de sa dissolution dans la République tchèque et Slovaquie à la fin de l'année 1992, la station a été supprimée, et de nouvelles entreprises, les radiodiffuseurs de service public, ont émergé :
- Télévision tchèque, Česká televize (ČT)
- Télévision slovaque, Slovenská televízia (STV)

## Directeurs de la ČST
- 1953 – 1958 : Karel Kohout
- 1958 – 1959 : Milan Krejčí
- 1959 – 1963 : Adolf Hradecký
- 1963 – 1968 : Jiří Pelikán
- 1968 : Bohumil Švec
- 1968 – 1969 : Josef Šmídmajer
- 1969 – 1989 : Jan Zelenka
- 1989 : Libor Bátrla
- 1989 – 1990 : Miroslav Pavel
- 1990 : Jindřich Fairaizl
- 1990 – 1992 : Jiří Kantůrek